# Пересоляк Валерій Іванович
Вале́рій Іва́нович Пересоля́к (14 квітня 1981) — український митник-контрабандист та футбольний функціонер. Потрапив під санкції Ради національної безпеки і оборони України як ключовий організатор контрабанди в Закарпатській області. Засновник, власник та президент футбольного клубу Прем'єр-ліги «Минай».
Проживає та працює в селі Минай Ужгородського району.

## Біографія
Народився 14 квітня 1981 року.
Про ранні роки життя інформації мало. Пересоляк став відомим під час роботи на Закарпатській митниці, а публічним — лише в 2019 році.
Є кандидатом юридичних наук, захистив дисертацію на тему «Інформаційні відносини у митній сфері: правовий механізм регулювання» в Ужгородському національному університеті в 2015 році.
Одружений, має трьох синів.

## Митниця та влада
Валерій Пересоляк пропрацював на Закарпатській митниці понад 10 років. У 2013 році був заступником начальника адміністративно-господарського управління Чопської митниці Міндоходів. У 2014 став заступником начальника, а звільнився з митниці в 2016 році з посади начальника управління ризиків та протидії правопорушенням Закарпатської митниці Державної фіскальної служби України. Після звільнення зберіг вплив та зв'язки з митницею.
Після понад десятка років служби на митниці при звільненні Пересоляк задекларував 13 земельних ділянок в Ужгороді та Закарпатській області загальною площею понад 10 тисяч м², два будинки, чотири квартири, а його родина за рік отримала 2,8 млн грн доходу від підприємницької діяльності.
Вважався «хрещеним батьком» організації потоків контрабанди на території Закарпатської області. Зокрема, за даними народного депутата Олександра Сови, Пересоляк контролював схему, за якою через пункт контролю «Чоп (Тиса)» щомісяця перевозять 4000 мікроавтобусів з контрабандою. Журналіст-розслідувач Євген Плінський вважав Пересоляка «головним куратором та монополістом контрабанди на Закарпатті» та оцінював його дохід в 1,5 мільйони доларів США на місяць.
Пересоляку вдалося зберегти вплив і після зміни влади: вважалося, що керівник Закарпатської митниці в 2019—2020 Віктор Іванус також був «людиною Пересоляка».
Колишній митник є значним меценатом церкви на Закарпатті. Зокрема, Благодатний вогонь у Закарпатській області разом з Пересоляком зустрічали настоятелі церкви саме з його рідного села Минай, яку він сам і спонсорує.
Пересоляк зв'язаний з партією «Рідне Закарпаття» та низкою закарпатських політиків, зокрема, народним депутатом Валерієм Лунченком. На місцевих виборах 2020 партію позиціонували як противагу сімейним кланам Закарпаття (зокрема, Балоги та Андріїва): Пересоляк був одним із головних спонсорів партії.
2 квітня 2021 року в числі десятки провідних українських контрабандистів потрапив під персональні санкції Ради національної безпеки і оборони України. Санкції передбачають блокування активів і майна.

## Спорт і бізнес
У 2015 році разом із двома іншими закарпатськими митниками Євгеном Плавайком та Артемом Письменним заснував футбольний клуб «Минай», ставши його президентом. До розвитку футболу його заохотив голова обласної федерації Іван Дуран. Основним джерелом для фінансування клубу, на думку журналіста Євгена Плінського, стали доходи від контрабанди.
За п'ять років клуб пройшов два дивізіони чемпіонату області, аматорський чемпіонат України та дві професіональні ліги, вийшовши влітку 2020 року до Прем'єр-ліги. Таких підвищень клуб досягнув за рахунок залучення досвідчених гравців: ще в чемпіонаті області за клуб грали футболісти з досвідом Прем'єр-ліги.
Після створення клубу Пересоляк також збудував стадіон «Минай-Арена» в своєму селі та відкрив дитячу футбольну академію в Ужгороді.
Окрім футболу, Пересоляк також долучений до розвитку дзюдо: він керує Ужгородською районною федерацією дзюдо та є президентом дзюдо-клубу «Рандорі», проводив в Ужгороді міжнародні змагання з цього виду спорту.
Є засновником та власником компанії «Західна біопаливна група», яка спеціалізується на виробництві з корка та рослинних матеріалів.